# Batalla del Boyne
La batalla del Boyne (en irlandés Cath na Bóinne) fue una batalla decisiva en el marco de la Guerra Jacobita.
El depuesto rey Jacobo II de Inglaterra y sus seguidores jacobitas fueron derrotados por Guillermo III de Inglaterra (quien era a la vez sobrino y yerno de Jacobo) y sus promotores. Por invitación del Parlamento inglés Guillermo había depuesto a Jacobo II en 1688. Ambos reyes actuaron como comandantes de sus respectivos ejércitos.
La batalla se libró el 1 de julio de 1690 cerca del pueblo de Drogheda en la costa oriental de Irlanda. Cada ejército se mantuvo a ambos lados del río Boyne. Los guillermistas derrotaron fácilmente a las tropas jacobitas, formadas principalmente por soldados recién reclutados y poco preparados. La importancia simbólica de esta batalla ha hecho que sea una de las mejor conocidas batallas en la historia de Gran Bretaña e Irlanda y una parte fundamental en el folclore protestante irlandés. Todavía se conmemora, principalmente por la Orden de Orange, el 12 de julio de cada año, como consecuencia de haberse ajustado al Calendario Gregoriano.

## Los bandos competidores

### Comandantes
Los ejércitos enfrentados en la batalla estaban dirigidos, por un lado, por el exrey Jacobo II de Inglaterra, Escocia e Irlanda, de religión católica, y en su contra, por su sobrino y yerno Guillermo III de Orange, protestante, el cual había conseguido deponer un año antes a Jacobo de los tronos inglés y escocés. No obstante, los jacobitas aún controlaban la mayor parte de Irlanda y del Parlamento Irlandés, y contaban también con el apoyo del rey francés, Luis XIV de Francia, que no quería ver a un monarca hostil en el trono de Inglaterra. Para apoyar la restauración de Jacobo en el trono, Luis XIV mandó 6000 soldados franceses a Irlanda para apoyar a los Jacobitas irlandeses. Guillermo, que también era el Estatúder de los Países Bajos, reunió a las tropas holandesas, que había traído desde la Europa continental, con sus fuerzas aliadas de Inglaterra. 
Jacobo era un general con experiencia que había probado su valentía luchando para su hermano, el rey Carlos II de Inglaterra, en Europa, sobre todo en la batalla de las Dunas (1658). Sin embargo, algunos historiadores actuales destacan que era propenso al pánico bajo presión y a tomar decisiones precipitadas. Guillermo también era un comandante con experiencia y un general capaz, pero aún tenía que ganar una batalla completa. Muchas de sus batallas terminaron en un sangriento estancamiento, impulsando a más de un historiador actual a argumentar que a Guillermo le faltaba habilidad para controlar ejércitos en medio del combate. El éxito de Guillermo contra los franceses se había basado en maniobras tácticas y buena diplomacia más que en la fuerza bruta. Su diplomacia había formado la Liga de Augsburgo — una coalición multinacional formada para resistir la agresión francesa en Europa. Desde el punto de vista de Guillermo, su ocupación del trono de Inglaterra y la consiguiente campaña en Irlanda sólo era otro frente de guerra en contra del rey Luis XIV de Francia. 
Los comandantes subordinados de Jacobo eran Richard Talbot, I conde de Tyrconnell, Lord Teniente de Irlanda y el partidario más poderoso del rey en Irlanda; Sir James Fitz Edmond Cotter, Comandante en Jefe de las fuerzas del rey Jacobo II en Cork, Limerick y Kerry; y el general francés Antoine Nompar de Caumont. El segundo bajo el mando de Guillermo era el Duque de Schomberg, un soldado de 75 años de edad. Nacido en Heidelberg, Alemania, Schomberg había sido mariscal del ejército francés, pero por su condición de hugonote fue obligado a dejar su patria de adopción en 1685 debido a la revocación del Edicto de Nantes.

### Ejércitos
El ejército guillermista en el Boyne contaba unos 36 000 soldados, compuesto por tropas de muchas naciones. Alrededor de 20 000 habían estado en Irlanda desde 1689, comandados por Schomberg. El mismo Guillermo llegó con otros 16 000 hombres en junio de 1690. Las tropas de Guillermo, en general, estaban mucho mejor entrenadas y equipadas que las de Jacobo. La mejor infantería guillermista era de Dinamarca y los Países Bajos, pues se trataba de soldados profesionales equipados con los más modernos mosquetes de pedernal. También había un gran contingente de hugonotes franceses luchando con Guillermo, quien no tenía una buena opinión con respecto a sus tropas británicas, con la excepción de los hostigadores protestantes del Úlster que habían ocupado Derry el año anterior. Las tropas inglesas y escocesas eran supuestamente poco fiables, dado que Jacobo había sido el monarca legítimo hasta el año anterior. Además, estas tropas habían sido reclutadas recientemente y no habían participado en casi ninguna acción militar. Los Jacobitas eran alrededor de 23 500 soldados. Jacobo tenía varios regimientos de tropas francesas, pero la mayor parte de sus soldados eran católicos irlandeses. La caballería jacobita irlandesa, reclutada entre los nobles irlandeses desposeídos, demostraron ser tropas de alta cualificación en el transcurso de la batalla. Sin embargo, la infantería irlandesa, predominantemente campesinos reclutados a la fuerza, no eran soldados entrenados, pues lo habían sido apresuradamente, a la vez que iban pobremente equipados y sólo una minoría contaba con mosquetes funcionales. De hecho, algunos de ellos llevaban herramientas agrícolas como guadañas. Encima de todo eso, la infantería jacobita que contaba con armas de fuego estaba equipada con el obsoleto mosquete de mecha.

## La batalla
Guillermo había desembarcado en el pueblo de Carrickfergus en Úlster el 14 de junio de 1690 y marchó hacia el sur para tomar Dublín. Ha sido discutido que los jacobitas habían tratado de detener este avance en terreno accidentado cerca de Newry, en la actual frontera entre la República de Irlanda e Irlanda del Norte. Sin embargo, Jacobo solo desarrolló una lucha de retraso en esa zona y decidió posicionar su línea de defensa en el río Boyne, a alrededor de 30 millas al norte de Dublín. Los guillermistas alcanzaron el Boyne el 29 de junio. El día antes de la batalla, Guillermo se salvó malamente cuando fue herido por la artillería jacobita cuando estaba investigando los vados por donde sus tropas atravesarían el río Boyne. 
La batalla en sí se desarrolló el 1 de julio para controlar un vado en el Boyne, en Oldbridge, cerca de Drogheda. Guillermo mandó aproximadamente a la cuarta parte de sus hombres para que cruzaran por un lugar llamado Roughgrange, cerca de Slane, a 6 unas millas de Oldbridge. El hijo del Duque de Schomberg, Meinhardt, tomó el mando de este cruce, al cual se opusieron sin éxito los dragones irlandeses, bajo el mando de Neill O´Neill. Jacobo, pensando que podría ser sobrepasado por el flanco, mandó la mitad de sus tropas, junto con la mayor parte de la artillería, para detener el movimiento enemigo. Lo que ninguno de los dos comandantes había tenido en cuenta es que había un profundo barranco en Roughgrange, por lo que las fuerzas en esa zona no pudieron presentar batalla. Los guillermistas emprendieron una larga marcha en la que, más tarde durante ese mismo día, casi cortaron la retirada jacobita a la villa de 
En el vado principal de Oldbrige, la infantería de Guillermo, encabezada por la fuerza de élite de los Guardias Azules Holandeses, forzaron su marcha a través del río y, gracias a su mayor capacidad de fuego, hicieron retroceder a la infantería enemiga, pero fueron detenidos cuando la caballería jacobita contraatacó. Habiendo asegurado la villa de Oldbridge, una parte de la infantería de Guillermo lanzó continuos ataques de caballería con fuego disciplinado, mientras otros eran lanzados hacia el río. El Duque de Schomberg y George Walker murieron en esta fase de la batalla. Los guillermistas no fueron capaces de reanudar el avance hasta que su propia caballería cruzó el río y, después de sufrir graves bajas, detuvieron a la caballería jacobita, que se replegó y reagrupó en Donore, donde una vez más opusieron una fuerte resistencia antes de retirarse. 
Los jacobitas realizaron una retirada en orden. Guillermo tuvo la posibilidad de detenerlos mientras se retiraban a través del río Nanny en Duleek, pero sus tropas fueron detenidas por una acción exitosa de la retaguardia jacobita.
Las bajas de la batalla fueron mínimas teniendo en cuenta la escala de la batalla — de los aproximadamente 50 000 participantes, cerca de 2000 murieron, tres cuartos de ellos jacobitas. La razón de esta cifra de muertos fue que en la guerra contemporánea la mayoría de las bajas tienden a ser infligidas en la persecución de un enemigo ya derrotado. Esto no pasó en Boyne, pues los contraataques de la caballería jacobita hicieron de pantalla para la retirada del resto del ejército. Los jacobitas fueron desmoralizados por su derrota, por lo que muchos infantes irlandeses desertaron. Los guillermistas marcharon triunfalmente hacia Dublín dos días después del combate. El ejército jacobita abandonó la ciudad y se retiró a Limerick, detrás del río Shannon, donde fueron sitiados. 
Después de su derrota, Jacobo II no se quedó en Dublín, sino que cabalgó con una pequeña escolta a Duncannon y regresó al exilio en Francia, aunque su ejército dejó el campo de batalla prácticamente indemne. Su apresurada huida enojó a sus partidarios irlandeses, que siguieron luchando hasta el Tratado de Limerick en 1691.

## Consecuencias
La batalla fue eclipsada en Gran Bretaña por la derrota de una flota anglo-holandesa por los franceses en la Batalla de Beachy Head (fr: bataille du cap Béveziers), un evento más serio a corto plazo; solo en el continente la batalla del Boyne fue tratada como una gran victoria. Su importancia reside en el hecho de que supuso la primera victoria para la Liga de Augsburgo, la primera alianza entre países católicos y protestantes, y lográndola Guillermo de Orange y el Papa Alejandro VIII contrarrestaron el mito de que la liga era blasfema. Así, la victoria motivó a más naciones a unirse a la Alianza y, en efecto, acabar con el verdadero peligro de una conquista francesa de Europa. 
La batalla del Boyne tuvo para Gran Bretaña e Irlanda un significado estratégico. Marcó el final de la esperanza de Jacobo de recuperar su trono por medios militares y aseguró el triunfo de la Revolución Gloriosa. En Escocia, las noticias de su derrota hicieron que los Highlanders fueran abandonando la Rebelión Jacobita que dirigía Bonnie Dundee. En Irlanda, aquella batalla fue el comienzo de la victoria guillermista sobre los jacobitas, por lo que se afianzó el dominio británico y protestante sobre el país. Por esta razón la Orden de Orange sigue conmemorando la batalla el día 12 de julio de cada año.
- Datos: Q644960
- Multimedia: Battle of the Boyne / Q644960